# Diploconger polystigmatus
Diploconger polystigmatus är en fiskart som beskrevs av Kotthaus, 1968. Diploconger polystigmatus ingår i släktet Diploconger och familjen havsålar. Inga underarter finns listade i Catalogue of Life.